# تشارلز فلمنج (لاعب كرة قدم أمريكية)
تشارلز فلمنج (بالإنجليزية: Charles Fleming) هو لاعب كرة قدم أمريكية أمريكي، ولد في 28 مايو 1877 في كوفينجتون في الولايات المتحدة، وتوفي في 17 مايو 1944.